# Полковник Редль
«Полковник Редль» (нім. Oberst Redl, угор. Redl ezredes) — двосерійний драматичний фільм 1985 року, поставлений угорським режисером Іштваном Сабо. Стрічка, що є вільним трактуванням біографії зрадника австро-угорської імперії Альфреда Редля, заснована на п'єсі Джона Осборна «A Patriot for Me».

## Сюжет
Альфред Редль (Клаус Марія Брандауер) — хлопчик з небагатої багатодітної селянської сім'ї — написав вірші про імператора, завдяки яким його взяли до офіцерської школи. Він подружився з бароном Крістофом Кубіні і провів канікули у нього в маєтку. Там він познайомився з його сестрою Каталін, кохання до якої проніс через усе подальше життя, і побачив, як живе знать. Вже в училищі проявляється кар'єризм Редля: за обідом в маєтку Кубіні він придумує історію про дворянське походження своєї родини і відмовляється їхати додому на похорони батька, щоб взяти участь у святкуванні іменин  імператора. На конфірмації в соборі священик говорить курсантам, що тепер їхнім батьком став імператор Франц-Йосип.
Під час служби на Адріатиці Редлю доводиться стати арбітром на дуелі між двома своїми друзями — лейтенантами Шормом і Кубіні. Завдяки заступництву полковника фон Родена Редль отримує підвищення по службі. Він від'їжджає у Відень, де вступає у зв'язок з Каталін. Після служби у Відні Редль отримує посаду в Галіції, де нещадно переслідує зловживання, у тому числі і з боку свого друга Кубіні, який отримує догани за пияцтво і від'їжджає служити в інший округ.
Фон Роден переводить Редля у Відень, де той отримує пост глави контррозвідки. Він віддає всі сили роботі, але навколо нього все більше поганих чуток, зокрема через підозри в гомосексуальності йому доводиться одружитися. Спадкоємець престолу (Армін Мюллер-Шталь) дає йому завдання — заради інтересів монархії знайти зрадника, щоб влаштувати над ним показовий процес. Проте зрадником має бути русин за національністю, іншими словами, Редлю належить знайти своє alter ego. Редль знаходить двох продажних чиновників, за якими стоять вищі кола, але обоє вони гинуть.
На балі-маскараді, де всі розмови тільки про війну, Каталін представляє Редлю молодого Альфредо Велоккйо. Чоловіки проводять час разом. На прогулянці в лісі Редль розколює Веллокйо, якому обіцяли гроші, якщо він дізнається у Редля план війни з Росією. Редль розуміє, що він став жертвою змови і провокації спадкоємця й усі його зрадили. Знаходячись під прицілом прихованої камери, він розповідає хлопцю зміст плану «Р», після чого Велоккйо зникає в лісі.
Помітивши за собою стеження, Редль усамітнюється в номері готелю. Ад'ютант спадкоємця, що прибув до Редля, звинувачує його в зраді. Фон Роден дає йому ляпас. Кубіні доносить до нього пропозицію спадкоємця бути розсудливим на процесі. Дружина та Каталін просять його прийняти цю пропозицію.
На нараді у спадкоємця офіцери висувають різні пропозиції, що робити з Редлем, який все ще відмовляється від співпраці на процесі. Старий полковник пропонує дати Редлю можливість накласти на себе руки, а пресі піднести історію про те, як він отримав лист, був викритий детективами і застрілився. За наказом спадкоємця новоспечений полковник Кубіні передає своєму другу пістолет. Після важкої душевної боротьби Редль пускає собі кулю в голову. Речі Редля, у тому числі і його зошит, з віршами розпродають на аукціоні.
Проїжджаючи по місту на машині, спадкоємець падає, убитий пострілом. Світова війна починається.

## У ролях
| • Клаус Марія Брандауер | … | полковник Альфред Редль |
| • Армін Мюллер-Шталь    | … | спадкоємець престолу    |
| • Гудрун Ландгребе      | … | Каталін Кубіні          |
| • Ян Ніклас             | … | Крістоф Кубіні          |
| • Дороттія Удварош      | … | Кларисса                |
| • Ганс Крістіан Блех    | … | полковник фон Роден     |
| • Карой Епер'єш         | … | лейтенант Яромил Шорм   |
| • Агнеш Катона          | … | Вільгельміна            |
| • Ласло Галффі          | … | Альфредо Велоккйо       |
| • Ласло Менсарош        | … | полковник Ружичка       |
| • Андраш Балінт         | … | лікар Густав Зонненшайн |
| • Роберт Ратоні         | … | барон Улльман           |
| • Едвард Жентара        | … | капітан Шалапска        |
| • Флора Кадар           | … | сестра Альфреда Редля   |
| • Тамаш Майор           | … | барон Кубіньї           |

## Знімальна група
- Автори сценарію — Іштван Сабо, Петер Добаї, Джон Осборн
- Режисер-постановник — Іштван Сабо
- Продюсер — Манфред Дурніок
- Виконавчі продюсери — Гельмут Фюртауер, Альфред Нейтан
- Оператор — Лайош Кольтаї
- Композитор — Зденко Тамашші
- Монтаж — Жужа Чакань
- Художник-постановник — Йожеф Ромварі
- Художники-декоратори — Ласло Макаї, Лорантне Матаїдес, Дьюла Тот
- Художник по костюмах — Петер Пабст

## Нагороди та номінації
| Список нагород та номінацій              | Список нагород та номінацій | Список нагород та номінацій                  | Список нагород та номінацій | Список нагород та номінацій | Список нагород та номінацій |
| Кінопремія                               | Дата церемонії              | Категорія                                    | Номінант(и)                 | Результат                   | Дж                          |
| ---------------------------------------- | --------------------------- | -------------------------------------------- | --------------------------- | --------------------------- | --------------------------- |
| 38-й Каннський міжнародний кінофестиваль | 1985                        | Золота пальмова гілка                        | Полковник Редль             | Номінація                   |                             |
| 38-й Каннський міжнародний кінофестиваль | 1985                        | Приз журі                                    | Полковник Редль             | Перемога                    |                             |
| Німецька кінопремія                      | 1985                        | Найкращий художній фільм                     | Полковник Редль             | Перемога                    |                             |
| Німецька кінопремія                      | 1985                        | Найкращий актор у головній ролі              | Клаус Марія Брандауер       | Перемога                    |                             |
| Золотий глобус                           | 1986                        | Найкращий фільм іноземною мовою              | Полковник Редль             | Номінація                   |                             |
| Премія «Оскар»                           | 1986                        | Найкращий фільм іноземною мовою              | Полковник Редль             | Номінація                   |                             |
| Премія BAFTA                             | 1986                        | Найкращий неангломовний фільм                | Полковник Редль             | Перемога                    |                             |
| Гільдія німецького артхаусного кіно      | 1986                        | Золота нагорода за найкращий німецький фільм | Полковник Редль             | Перемога                    |                             |